# دومینیک داوز
دومینیک داوز (به انگلیسی: Dominique Dawes) ژیمناست زادهٔ ۲۰ نوامبر ۱۹۷۶ میلادی اهل کشور ایالات متحده آمریکا است.